# (555757) 2014 DM143
(555757) 2014 DM143 est un cubewano d'un diamètre estimé à environ 350 km, ce qui le qualifie comme candidat au statut de planète naine.